# Тышивница (река)
Тышивница (укр. Тишівниця) — река в Украинских Карпатах, в пределах Стрыйского района Львовской области Украины. Правый приток реки Стрый (бассейн Днестра).
Длина реки 10 км, площадь бассейна 38 км². Типично горная река. Долина преимущественно узкая и глубокая. Русло слабоизвилистое, каменистое, со множеством перекатов и стремнин. Есть небольшие водопады.
Берёт начало юго-восточнее села Труханов, недалеко от Скал Довбуша. Течёт в пределах Сколевских Бескидов преимущественно на северо-запад, в приустьевой части — на север. Впадает в Стрый к северу от села Тышивница.
Основные притоки: Побук (левый), Любоватный (правый).